# Franconville (Val-d'Oise)
Franconville è un comune francese di 33 518 abitanti situato nel dipartimento della Val-d'Oise nella regione dell'Île-de-France. Si trova 17 km a nord-ovest dal centro di Parigi, della quale costituisce un sobborgo.

## Società

### Evoluzione demografica
Abitanti censiti